# Blüemlisalp
El Blüemlisalp o Blümlisalp (3664 m s. n. m.) es una montaña de los Alpes berneses, en el cantón de Berna en Suiza. Se extiende por los municipios de Kandersteg y de Reichenbach im Kandertal. Según la clasificación SOIUSA, el Blüemlisalp pertenece:
- Gran parte: Alpes occidentales
- Gran sector: Alpes del noroeste
- Sección: Alpes berneses
- Subsección: Alpes berneses iss
- Supergrupo: Cadena Gletscherhorn-Blümlisalp-Balmhorn
- Grupo: Grupo Blümlisalp-Doldenhorn
- Subgrupo: Grupo del Blümlisalp
- Código: I/B-12.II-D.10.a

La montaña está formada por tres cimas principales:
- Blüemlisalphorn - 3664 m
- Wyssi Frau - 3650 m
- Morgenhorn - 3623 m.

La primera ascensión a la cima se realizó el 27 de agosto de 1860 por parte de Leslie Stephen, Melchior Anderegg, R. Liveing, F. Ogi, P. Simond y J. K. Stone.